# Ligue nationale de handball
Ligue Nationale de Handball är en organisation som bildades 2004. LNH organiserar Frankrikes inhemska professionella handbollsligasystem för damer och herrar. Systemet är uppdelat i två divisioner kallade Division 1 och Division 2 där Division 1 är den högsta. Dess ordförande är sedan 2010 den forne rugbyspelaren Philippe Bernat-Salles.

## Damer
- LNH Division 1 för damer
- LNH Division 2 för damer

## Herrar
- LNH Division 1 för herrar
- LNH Division 2 för herrar